# Daredevil: Born Again
Daredevil: Born Again ist eine US-amerikanische Fernsehserie mit dem Titelhelden Daredevil im Mittelpunkt, erneut dargestellt von Charlie Cox. Es handelt sich um eine Fortsetzung der Fernsehserien Marvel’s Daredevil (2015–2018) und Echo (2024) sowie die dreizehnte der von Marvel Studios produzierten Serien innerhalb des Marvel Cinematic Universe; sie ist Teil der sogenannten Phase Fünf. Die Erstveröffentlichung der ersten Staffel erfolgte vom 4. März 2025 bis 15. April 2025 auf Disney+ in den USA, in Deutschland einen Tag später. Eine zweite Staffel soll 2026 erscheinen.

## Handlung
Nachdem sie mehrere Jahre lang getrennte Wege gegangen sind, sehen sich der Anwalt Matt Murdock und Wilson Fisk in der ersten Staffel einmal mehr gegenüber, als beide von ihrer Vergangenheit eingeholt werden und ihr nicht entfliehen können. Nachdem Fisk als Bürgermeister den Ausnahmezustand über New York City verhängt und seine skrupellose Anti-Maskierten-Taskforce (AMTF) auf Maskierte jeglicher Art hetzt, sucht Matt nun in der zweiten Staffel nach Verbündeten, um Widerstand zu leisten.

## Besetzung und Synchronisation
Die deutschsprachige Synchronisation entsteht bei Interopa Film in Berlin nach Dialogbüchern von Nathan Bechhofer und unter der Dialogregie von Tarek Helmy sowie Robin Kahnmeyer.
| Rolle                                | Schauspieler         | Hauptrolle (Episoden) | Nebenrolle (Episoden)      | Synchronsprecher      |
| ------------------------------------ | -------------------- | --------------------- | -------------------------- | --------------------- |
| Matthew „Matt“ Murdock / Daredevil   | Charlie Cox          | 1.01–                 |                            | Tim Knauer            |
| Bürgermeister Wilson Fisk / Kingpin  | Vincent D’Onofrio    | 1.01–1.04, 1.06–      |                            | Christian Weygand     |
| Vanessa Marianna-Fisk                | Ayelet Zurer         | 1.01–1.04, 1.06–      |                            | Silke Matthias        |
| Dr. Heather Glenn                    | Margarita Levieva    | 1.01–1.04, 1.06–      |                            | Laurine Betz          |
| Kirsten McDuffie                     | Nikki M. James       | 1.01–1.04, 1.06–      |                            | Julia Meynen          |
| Daniel Blake                         | Michael Gandolfini   | 1.01–1.04, 1.06–      |                            | Flemming Stein        |
| BB Urich                             | Genneya Walton       | 1.01–1.04, 1.06–      |                            | Jodie Blank           |
| Sheila Rivera                        | Zabryna Guevara      | 1.01–1.04, 1.06–      |                            | Anna Dramski          |
| Buck Cashman                         | Arty Froushan        | 1.01–1.04, 1.06–      |                            | Johannes Raspe        |
| Cherry                               | Clark Johnson        | 1.01–1.03, 1.06–      |                            | Sven Brieger          |
| Karen Page                           | Deborah Ann Woll     | 1.01, 1.06, 1.09      |                            | Ann Vielhaben         |
| Franklin „Foggy“ Nelson              | Elden Henson         | 1.01, 1.06            |                            | Julien Haggège        |
| Benjamin „Dex“ Poindexter / Bullseye | Wilson Bethel        | 1.01, 1.08–1.09       |                            | Wanja Gerick          |
| Hector Ayala / White Tiger           | Kamar de los Reyes   | 1.02–1.03             |                            | Robert Glatzeder      |
| Frank Castle / Der Punisher          | Jon Bernthal         | 1.04, 1.09            |                            | Martin Kautz          |
| Yusuf Khan                           | Mohan Kapur          | 1.05                  |                            | Axel Strothmann       |
| Jack Duquesne / The Swordsman        | Tony Dalton          | 1.06, 1.08–1.09       |                            | Alexander Doering     |
| Devlin                               | Cillian O’Sullivan   |                       | 1.01, 1.03, 1.05           | Sebastian Kaufmane    |
| Luca                                 | Patrick Murney       |                       | 1.01, 1.03, 1.06–1.07      | Steven Merting        |
| Detective Angie Kim                  | Ruibo Qian           |                       | 1.01, 1.05–1.07, 1.09      | Uschi Hugo            |
| Josie                                | Susan Varon          |                       | 1.01, 1.08–1.09            | Nina Herting          |
| NYPD Officer Connor Powell           | Hamish Allan-Headley |                       | 1.02–1.04, 1.06–1.09       | Paul Matzke           |
| Soledad Ayala                        | Ashley Marie Ortiz   |                       | 1.02–1.03, 1.06–1.07       | Andrea Cleven         |
| D.A. Benjamin Hochberg               | John Benjamin Hickey |                       | 1.02–1.03                  | Lutz Schnell          |
| Bastian Cooper / Muse                | Hunter Doohan        |                       | 1.02, 1.04, 1.06–1.07      | Henning Nöhren        |
| NYPD Commissioner Gallo              | Michael Gaston       |                       | 1.02, 1.06–1.09            | Stefan Gossler        |
| Angela Del Toro                      | Camila Rodriguez     |                       | 1.03–1.04, 1.06–1.07, 1.09 | Dalia Mya Schmidt-Foß |
| Adam                                 | Lou Taylor Pucci     |                       | 1.04, 1.06, 1.08           | Stephan Baumecker     |
| Sergeant Cole North                  | Jeremy Isaiah Earl   |                       | 1.06–1.09                  | Stefan Bräuler        |
| Artemis Sledge                       | Katherine LaNasa     |                       | 1.06–1.09                  | Julia Biedermann      |

## Produktion

### Vorgeschichte
Die einst für Netflix produzierte und ebenfalls dort veröffentlichte Serie Marvel’s Daredevil (2015–2018) mit Charlie Cox in der titelgebenden Rolle erhielt drei Staffeln, ehe sie überraschend durch den Streaminganbieter abgesetzt wurde. Cox zeigte sich betroffen von der Absetzung und erklärte, es habe Pläne für eine vierte Staffel gegeben, während die Schauspielerin Amy Rutberg (Marci Stahl) später ergänzte, man habe erwartet, dass die Serie entsprechend der Pläne für fünf Staffeln laufen würde. Im Juni 2020 wurde Cox von Kevin Feige, Präsident der Marvel Studios, hinsichtlich des erneuten Verkörperns seiner Rolle angefragt; im Dezember 2021 bestätigte er schließlich Cox als Matt Murdock / Daredevil für kommende MCU-Projekte.
Cox gab sein MCU-Debüt letztlich in Spider-Man: No Way Home, sein Schauspiel-Kollege Vincent D’Onofrio trat als langjähriger Gegenspieler Wilson Fisk / Kingpin derweil erstmals in der Fernsehserie Hawkeye (beide 2021) auf. Im März 2022 wechselten die Netflix-Marvel Serien, neben Marvel’s Daredevil auch Marvel’s Jessica Jones (2015–2019), Marvel’s Luke Cage (2016–2018), Marvel’s Iron Fist (2017–2018), Marvel’s The Defenders (2017) und Marvel’s The Punisher (2017–2019), von Netflix ins Programm des Streaminganbieters Disney+, nachdem Disney die Rechte an den Figuren zurückbekam.

### Entwicklung und Kreative Neuausrichtung
Im März 2022 wurde über ein geplantes Daredevil-Reboot berichtet, im Mai selben Jahres folgte die Bestätigung des Projekts, welches von Branchenmedien als „vierte Staffel“ betitelt wurde. Im Juli 2022 wurde die Serie auf der San Diego Comic-Con International als Daredevil: Born Again angekündigt.
Im Oktober 2023 wurde das kreative Team rund um die Showrunner nach sechs abgedrehten Episoden entlassen, da sich Verantwortliche bei Marvel Studios unzufrieden mit dem bisherigen Material zeigten und entschieden, eine kreative Neuausrichtung durchzuführen. Als neuer Showrunner wurde Dario Scardapane, einer der Autoren bei Marvel’s The Punisher, engagiert, der mit dem neuen Team entschied, die neue Serie direkt mit der alten Serie zu verknüpfen und offene Geschichten fortzuführen.

### Schreibprozess
Zu den anfangs verpflichteten Autoren zählten neben Corman und Ord Grainne Godfree, Jill Blankenship, Aisha Porter-Christie, David Feige, Devon Kliger, Thomas Wong, Zachary Reiter und Molly Nussbaum. Cox gab zu Beginn der Entwicklung der Serie an, die Serie solle einen düsteren Ton annehmen, sich dennoch von der früheren Serie unterscheiden; zudem erklärte Feige, man wolle mit eigenständigen Episoden experimentieren, anstatt ebenfalls den seriellen Ansatz zu verfolgen.
Mit der Neuausrichtung und der Verpflichtung von Scardapane, der die Pilotepisode neu schrieb sowie als Co-Autor der letzten beiden Episoden fungierte, kamen zudem die Autoren Heather Bellson und Jesse Wigutow dazu; dennoch erhielt ein Großteil der ersten Autoren jeweils einen Credit für die ursprünglich verfasste Episode. D’Onofrio zufolge orientiert sich die Serie tonal an Echo (2024), während Brad Winderbaum anmerkte, dass die Fernsehserien Loki (2021–2023) sowie X-Men ’97 (seit 2024) hinsichtlich der Handhabung von alten Erzählsträngen und neuen Geschichten die neue Richtung beeinflusst haben. Winderbaum verglich die neue Serie ebenfalls mit Game of Thrones (2011–2019), indem mehrere Fraktionen im Schauplatz New York City nach Macht streben und darum ringen. Cox lobte dabei den Balanceakt des neuen Showrunners und fügte hinzu, dass nunmehr einige Jahre vergangen seien.
Scardapane beschrieb die neue Serie als eine New Yorker Kriminalgeschichte mit Elementen, die sich an Werken wie der Fernsehserie Die Sopranos (1999–2007) sowie dem Spielfilm King of New York – König zwischen Tag und Nacht (1990) orientierten. Der Showrunner gab zudem an, die früheren Auftritte der Figur Daredevil unter anderem in Spider-Man: No Way Home und She-Hulk: Die Anwältin (2022) seien passiert, jedoch würde man nicht auf alles eingehen oder thematisieren.
Inhaltlich adaptiert die Serie nicht die gleichnamige Comicvorlage, sondern schließt an die Post-Credit-Szene aus Echo an. Dennoch orientierte man sich etwa an der Comicreihe Devil's Reign. Hinsichtlich des Titels Born Again erklärte Scardapane, Murdock und Fisk würden in der Serie auf gewisse Weise wiedergeboren werden, seien jedoch trotzdem noch die Figuren, die sie immer waren.
Zeitlich setzte man nach den Ereignissen von Echo an, wobei der Prolog der ersten Episode 2025 stattfand, die Handlung in der Gegenwart begann hingegen im Jahr 2026 und wurde ins Jahr 2027 fortgesetzt.
Der in der ersten Episode gezeigte Tod der Figur Foggy Nelson sollte in der frühen Entwicklungsphase der Serie noch off-screen geschehen, Scardapane hielt es jedoch für wichtig, das Ereignis zu zeigen, wenn man mit den Figuren mitfühlen und es sich auf die gesamte Staffel auswirken soll.
Godfree, Bellson und Wigutow schrieben ebenfalls für die zweite Staffel Episoden, als weitere neue Autoren ergänzten Chantelle Wells und Omar Najam das Team.

### Besetzung

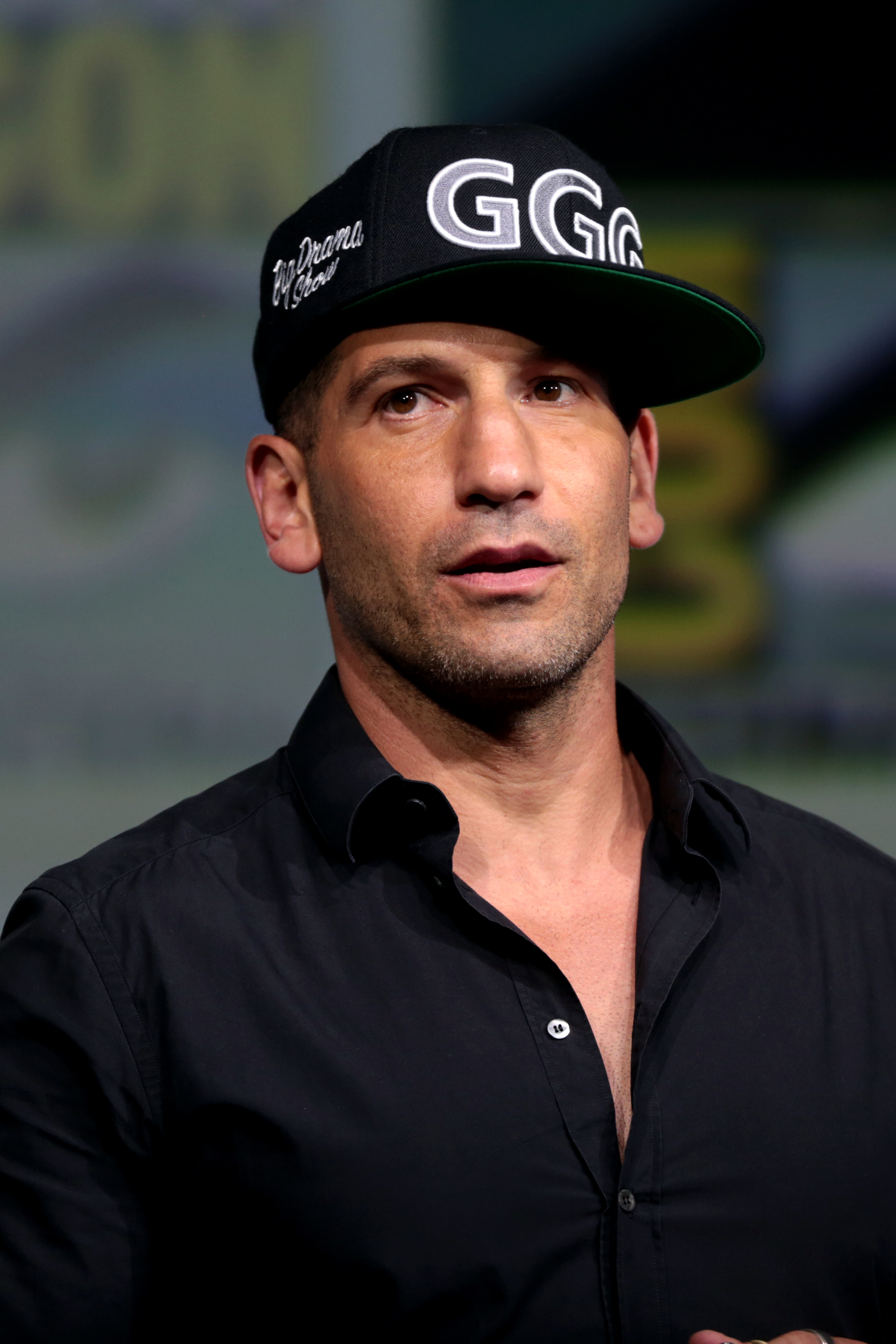
Jon Bernthal verkörpert zum dritten Mal Frank Castle / Punisher.

Mit der Bestätigung der Serie auf der San Diego Comic-Con wurden ebenfalls Cox als Daredevil und D’Onofrio als Kingpin in ihren Rollen bestätigt. Im Dezember 2022 schlossen sich Michael Gandolfini als Daniel Blake, Margarita Levieva als Heather Glenn und Sandrine Holt an, letzte wurde als Vanessa Marianna-Fisk neubesetzt. Mit Nikki M. James, Arty Froushan, Clark Johnson, Zabryna Guevara, Genneya Walton und Harris Yulin verpflichtete man weitere Darsteller. Walton verkörpert dabei BB Urich, die Nichte der Figur Ben Urich (gespielt von Vondie Curtis-Hall) aus der alten Serie.
Im März 2023 wurde zudem die Rückkehr von Jon Bernthal als Punisher öffentlich. Bernthal war seinerzeit bereits für die originale Version der Serie angefragt worden, hatte allerdings aufgrund der Handhabung des Punishers abgelehnt; mit der Neuausrichtung konnte er schließlich für eine Rückkehr überzeugt werden. Der im Dezember 2023 verstorbene Kamar de los Reyes ist posthum als Hector Ayala / White Tiger zu sehen. Ihm wurde zudem die zweite Episode der Serie gewidmet.
Im Januar 2024 wurde durch Fotos vom Dreh ebenfalls die erneute Verpflichtung von Deborah Ann Woll als Karen Page und Elden Henson als Foggy Nelson sowie Wilson Bethel als Benjamin Poindexter bekannt. Drei Monate später im April 2024 schlossen sich Jeremy Earl als Cole North und Lou Taylor Pucci als Adam der Besetzung an; daneben wurde Ayelet Zurer wieder für ihre einstige Rolle der Vanessa Marianna-Fisk bestätigt.
Abseits der bekannten Figuren aus der alten Serie merkte Cox an, dass weitere Figuren aus dem Marvel Cinematic Universe in Gastauftritten zu sehen sind; darunter Mohan Kapur als Yusuf Khan aus Ms. Marvel (2022) sowie The Marvels (2023) und Tony Dalton als Jack Duquesne / The Swordsman aus Hawkeye. In Nebenrollen sind etwa Hunter Doohan als Bastian Cooper / Muse und Camila Rodriguez als Comicfigur Angela Del Toro zu sehen. Del Toro übernimmt mit der zweiten Staffel zudem die Identität des White Tiger. Ebenso aus Marvel’s Daredevil kehrte Susan Varon als Barbesitzerin Josie zurück.
Woll bestätigte bereits vorab, neben Cox und D’Onofrio sowie Gandolfini ebenfalls in der zweiten Staffel aufzutreten. Auch Henson und sämtliche übrige Hauptdarsteller, ausgenommen Kapur und Dalton, sowie Varon wurden für die zweite Staffel bestätigt.
Als Neuzugänge für jene Staffel schlossen sich Matthew Lillard, Lili Taylor. und Annie Parisse an. Im Mai 2025 wurde zudem die Rückkehr von Krysten Ritter als Privatdetektivin und Superheldin Jessica Jones aus Marvel’s Jessica Jones verkündet. Mit Royce Johnson als Polizist Brett Mahoney wurde im Juli 2025 ein weiterer zurückkehrender Darsteller bekannt, der zuvor in wiederkehrender Kapazität in Marvel’s Daredevil, Marvel’s Jessica Jones und Marvel’s The Punisher aufgetreten war.

### Dreharbeiten und Ausstattung
Die Dreharbeiten begannen unter dem Arbeitstitel Out the Kitchen am 6. März 2023 in New York, als Regisseur der Pilotepisode fungierte Michael Cuesta. Neben Cuesta und Johnson wurden zudem Jeffrey Nachmanoff und David Boyd als Regisseure verpflichtet.
Zu weiteren Schauplätzen des Drehs zählten unter anderem Yonkers, Harlem und Williamsburg.
Im Zuge des Streiks der Writers Guild of America mussten die Dreharbeiten im Mai 2023 mehrfach unterbrochen werden, bevor man sie gänzlich pausierte.
Infolge der Neuausrichtung wurden Justin Benson und Aaron Moorhead als Regisseure verpflichtet, ehe die Dreharbeiten am 22. Januar 2024 fortgesetzt wurden; als Stunt Koordinatoren fungierten Philip J. Silvera, der diese Funktion ebenfalls in der alten Serie innehatte, sowie Dave Macomber. Für das neu gedrehte Material brachte man zudem vereinzelt Dinge vom Dreh der alten Serie zurück. Im April 2024 wurden die Dreharbeiten zur ersten Staffel schließlich abgeschlossen. Kamerafrau Hillary Fyfe Spera erklärte zudem, man habe sich für die Inszenierung und Präsentation von New York City unter anderem durch Werke wie The French Connection (1971) und Taxi Driver (1976) inspirieren lassen.
Die Dreharbeiten zur zweiten Staffel begannen unter dem Arbeitstitel Out the Kitchen 2 am 28. Februar 2025 und wurden mit dem 10. Juli 2025 beendet. Benson und Moorhead fungieren dabei erneut als Regisseure, neu dazu kam Angela Barnes, welche zuvor die letzten drei Episoden der Miniserie Ironheart (2025) inszeniert hatte. Unter anderem griff man auf den Schauplatz Fogwell's Gym zurück, der in der alten Serie wiederholt von der Hauptfigur besucht wurde. Mitte Mai 2025 waren die Aufnahmen zur Hälfte abgeschlossen. Ende Mai 2025 wurde Ritter an der Seite von Cox am Set gesichtet.
Winderbaum zufolge bringe die Serie die bisher brutalsten Actionsequenzen mit sich, wobei Cox ergänzte, dass man Teile der Action wie in Marvel’s Daredevil erneut als One-Shot-Szenen gedreht habe. Auch Scardapane erläuterte, man würde sich mit der neuen Serie in der Sache der gezeigten Gewalt viel weiter wagen als die Vorgänger-Serie. Auch die Regisseure Moorhead und Benson deuteten an, dass man im Finale der ersten Staffel das Level der Brutalität deutlich angehoben und dafür auch auf praktische Effekte zurückgegriffen habe.
Das Design des Daredevil-Anzugs übernahm wie zuvor für Marvel’s Daredevil Ryan Meinerding, wobei in der Serie mehrere Anzüge zu sehen sein sollen. In der zweiten Staffel soll zudem ein neuer Daredevil-Anzug zum Einsatz kommen, darunter ein schwarzer Anzug mit dem klassischen Daredevil-Emblem aus den Comics. Das Kostüm von Bullseye referenziert das Emblem der Figur aus den Comics, wobei man es für die zweite Staffel noch näher an den Comics orientierte. Für das Erscheinungsbild von Jessica Jones übernahm man ihre Lederjacke aus den früheren Produktionen.

### Musik
Die Musik der Serie komponierten die Newton Brothers. Die Titelmusik sowie das Intro sind dabei an das von John Paesano und Braden Kimball komponierte Hauptthema von Marvel’s Daredevil angelehnt, thematisch visualisiert man jedoch die episodenübergreifenden Themen wie den Zusammenbruch des Privatleben des Protagonisten sowie das langsame Wiederaufrichten von Daredevil. Am 4. März 2025 erfolgte die Veröffentlichung der Titelmusik als Single durch Hollywood Records und Marvel Music.
Am 28. März 2025 wurde der erste Teil des Soundtracks aus den ersten vier Episoden veröffentlicht, der zweite Teil mit Musik der übrigen fünf Episoden folgt zu einem späteren Zeitpunkt.
| Nr.          | Titel                                     | Länge |
| ------------ | ----------------------------------------- | ----- |
| 1.           | Marvel’s Daredevil: Born Again Main Theme | 1:50  |
| 2.           | Brick & Blood                             | 2:05  |
| 3.           | Bullseye                                  | 1:30  |
| 4.           | No Holds Barred                           | 1:47  |
| 5.           | Remorse                                   | 1:54  |
| 6.           | Fisk                                      | 1:28  |
| 7.           | Where There's Smoke                       | 1:07  |
| 8.           | No Room for Redemption                    | 3:20  |
| 9.           | I Love NY                                 | 4:38  |
| 10.          | The Hollow Crown                          | 1:49  |
| 11.          | Shadows We Fear                           | 0:36  |
| 12.          | City Cadence                              | 2:08  |
| 13.          | How I Feel                                | 1:13  |
| 14.          | Singing Frog                              | 0:52  |
| 15.          | Bloody Knuckles                           | 1:21  |
| 16.          | Passing Information                       | 1:51  |
| 17.          | Closing Statement                         | 2:45  |
| 18.          | Sentencing                                | 1:33  |
| 19.          | Trying to Live                            | 1:21  |
| 20.          | A Broken Castle                           | 2:34  |
| Gesamtlänge: | Gesamtlänge:                              | 33:42 |

| Nr.          | Titel                                    | Länge |
| ------------ | ---------------------------------------- | ----- |
| 1.           | Hands in the Air                         | 1:30  |
| 2.           | The Devil You Know                       | 2:04  |
| 3.           | Muse                                     | 1:49  |
| 4.           | Reflection                               | 1:30  |
| 5.           | Act Like Animals                         | 4:30  |
| 6.           | Pick Your Fight                          | 2:26  |
| 7.           | Team Suspicion                           | 2:47  |
| 8.           | Fear No Evil                             | 3:05  |
| 9.           | Chaotic Mess                             | 2:50  |
| 10.          | No Pictures                              | 1:18  |
| 11.          | When and Where                           | 1:13  |
| 12.          | Survive                                  | 2:11  |
| 13.          | Love & Power                             | 3:57  |
| 14.          | Femoral Head Midnight                    | 2:17  |
| 15.          | The Lord Near My Shadows                 | 1:17  |
| 16.          | Mrs. K                                   | 2:27  |
| 17.          | Suffering and Justice                    | 4:04  |
| 18.          | Six Judgements, Six Miracles, Six Snairs | 1:46  |
| 19.          | Faith x Fury: The Daredevil Suite        | 4:33  |
| Gesamtlänge: | Gesamtlänge:                             | 44:14 |

### Marketing und Veröffentlichung
Erste Promotion zur Serie erfolgte während den Disney Upfronts im Mai 2024 samt eines ersten Trailers. Im August 2024 wurde im Beisein Feiges und eines Teils der Besetzung auf der D23 ein weiterer Trailer gezeigt. Dabei wurde auch der Produktionsstart der zweiten Staffel bekannt gegeben. Weiteres Material der Serie war innerhalb eines Videos seitens Marvel zum 85-jährigen Bestehen zu sehen.
Die Veröffentlichung des ersten Trailers wurde zunächst aufgrund der Waldbrände in Kalifornien verschoben, ehe sie schließlich am 15. Januar 2025 erfolgte. Im Februar 2025 wurden in Abständen weitere kurze TV-Spots zur Serie veröffentlicht. Am 21. Februar 2025 wurde ein Special Look zur Serie veröffentlicht. Am 3. März 2025 wurde ein finaler Trailer veröffentlicht. Am 25. März 2025 folgte ein Midseason-Trailer.
Erstes Footage aus der zweiten Staffel, unter anderem bereits mit Jessica Jones, wurde im Mai 2025 im Rahmen der Disney upfront-Präsentation gezeigt.
Die Weltpremiere der Serie erfolgte am 24. Februar 2025, als die beiden ersten Episoden einem ausgewählten Publikum im Hudson Square Theater in New York City vorgestellt wurden.
Die erste Staffel von Daredevil: Born Again umfasst neun Episoden und wurde vom 4. März 2025 bis zum 15. April 2025 durch den Streaminganbieter Disney+ veröffentlicht, wobei zum Start die ersten zwei Episoden abrufbar waren. Die dritte und vierte Episode wurden wöchentlich veröffentlicht, die fünfte sowie die sechste Episode folgen derweil zusammen, während die übrigen drei Episoden wieder wöchentlich erschienen. Ursprünglich war die Veröffentlichung für 2024 vorgesehen. Die Serie ist Teil der sogenannten Phase Fünf und wird unter dem Banner Marvel Television veröffentlicht.
Die zweite Staffel soll acht Episoden umfassen und im März 2026 als Teil der sogenannten Phase Sechs veröffentlicht werden. Winderbaum äußerte dabei seine Hoffnung, dass weitere potentielle Staffeln jährlich veröffentlicht werden könnten.

## Episodenliste
| Nr. | Deutscher Titel             | Originaltitel          | Erstveröffentlichung USA | Deutschsprachige Erstveröffentlichung (D/A/CH) | Regie                          | Drehbuch                           |
| --- | --------------------------- | ---------------------- | ------------------------ | ---------------------------------------------- | ------------------------------ | ---------------------------------- |
| 1 | Eine halbe Stunde im Himmel | Heaven’s Half Hour     | 4. März 2025             | 5. März 2025                                   | Aaron Moorhead & Justin Benson | Dario Scardapane                   |
| In der Bar Josie's feiert der Anwalt Matt Murdock mit seinen langjährigen Freunden Foggy Nelson und Karen Page den Ruhestand des befreundeten Polizisten Cherry. Jedoch schlägt die ausgelassene Stimmung schnell um, als Foggy von einem Mandanten angerufen wird, der ihm panisch berichtet, jemand würde ihn holen kommen. Matt macht sich als Daredevil auf den Weg, erkennt aber zu spät, dass Foggy das Ziel ist. Unmittelbar danach wird dieser von einem maskierten Schützen, der sich im Verlauf als ehemaliger FBI-Agent Benjamin Poindexter herausstellt, tödlich angeschossen und stirbt kurz darauf in Karens Armen. Parallel liefert sich Matt einen erbitterten Kampf mit Poindexter durch die Bar und das Treppenhaus, ehe Matt ihn wutentbrannt und verzweifelt vom Dach stößt. Obwohl Poindexter den Sturz schwer verletzt überlebt, trennt sich Matt von seiner Maske und hängt sein Dasein als Daredevil an den Nagel, wobei Cherry nun auch von seiner Doppelidentität weiß. Ein Jahr später ist Matt in einer neuen Kanzlei mit Kirsten McDuffie tätig, während Poindexter zu lebenslanger Haft verurteilt wird und Karen fortan in San Francisco lebt. Matts langjähriger Gegenspieler Wilson Fisk hegt nach einer Auszeit derweil Bestrebungen, Bürgermeister von New York City zu werden, sein altes kriminelles Unternehmen führte in seiner Abwesenheit hingegen seine Ehefrau Vanessa Marianna-Fisk. Durch seine Rückkehr kommt es zu Spannungen zwischen ihm und Vanessa. Matt trifft sich einige Zeit später mit Fisk und verspricht vor Ort zu sein, sollte er wieder aus der Reihe tanzen. Fisk wiederum gibt Matt zu verstehen, es würde Konsequenzen geben, sollte er erneut als Daredevil auftreten. Angestoßen durch McDuffie lernt Matt zudem die Therapeutin Dr. Heather Glenn kennen, wobei sich beide mit der Zeit besser verstehen. Indem sich Fisk gegen maskierte Helden positioniert und einen echten Wandel verspricht, gewinnt er die Bevölkerung allmählich für seine Sache und schließlich die Wahl. Unterdessen fertigt ein mysteriöser Street-Art-Künstler ein Graffito von Fisk an, der dessen wahres Gesicht zeigt. |                             |                        |                          |                                                |                                |                                    |
| 2 | Außenwirkung                | Optics                 | 4. März 2025             | 5. März 2025                                   | Michael Cuesta                 | Matt Corman & Chris Ord            |
| Fisk wendet sich in einer Neujahrsansprache erstmalig an die Bevölkerung New York Citys und verdeutlicht einmal mehr, keine Maskierten in seiner Stadt zu dulden. In einer U-Bahn-Station kommt Hector Ayala einem jungen Mann zur Hilfe, der von zwei Unbekannten bedroht und angegangen wird. Dabei stößt Hector unabsichtlich einen der Männer vor einen Zug, ehe der andere sich als Polizist zu erkennen gibt. Matt nimmt sich dem inzwischen inhaftierten Hector an, merkt aber, dass er etwas verheimlicht. Zu Besuch bei Hectors Ehefrau Soledad findet Cherry schließlich das Kostüm des White Tiger, eines weiteren maskierten Helden. Damit von Matt konfrontiert verteidigt sich Hector, dass jemand die Menschen beschützen und für sie einstehen müsste, seitdem Daredevil verschwand. Fisk arbeitet derweil mithilfe seines Teams an seiner Außenwirkung und ist damit zunehmend erfolgreich. Durch die Journalistin BB Urich, Nichte des einst von ihm selbst getöteten Ben Urich, erfährt der neue Bürgermeister von dem Rücktrittswunsch des amtierenden NYPD Commissioners Gallo, aufgrund von schlechten Arbeitsbedingungen. Da mit dem beliebten Commissioner auch viele Polizisten sich aus dem Dienst zurückziehen würden, stünde es folglich schlechter um die Polizei und Fisk würde Vertrauen einbüßen. Allerdings erzwingt Fisk den weiteren Dienst des Commissioners weiterhin unter schlechten Bedingungen, da er ihn mit Bildern eines unehelichen Kindes sowie dessen Mutter erpresst. Später begeben sich Fisk und Vanessa zur Paartherapie und werden von Heather aufgenommen. Um Hector zu entlasten, sucht Matt den Zeugen auf, der entkam und bringt ihn in Sicherheit, als einer der offenbar korrupten Polizisten mit Unterstützung eintrifft. Trotz Matts Bitte weigern sich die Polizisten sich zurückzuhalten und schlagen auf ihn ein. Im darauffolgenden Handgemenge überwältigt Matt die Polizisten und verletzt sie erheblich. |                             |                        |                          |                                                |                                |                                    |
| 3 | Seine schützende Hand       | The Hollow of His Hand | 11. März 2025            | 12. März 2025                                  | Michael Cuesta                 | Jill Blankenship                   |
| Im Gefängnis versichert Matt Hector, bald wieder frei zu sein. Der Prozess gegen Hector gerät jedoch ins Stocken, als der von Matt ausfindig gemachte Zeuge aufgrund der Präsenz der Polizei im Gerichtssaal eine Falschaussage tätigt. Fisk wiederum sieht sich mit weiteren Verbrechen in der Hafengegend Red Hook konfrontiert, die durch seine Abwesenheit möglich waren. Vanessa versucht über Fisks Mitarbeiter Buck Cashman die Situation zwischen den Gangster-Familien zu regeln, ihr Ehemann beachtet dies aber nicht weiter. Ihm nach sollen sich die konkurrierenden Familien gegenseitig umbringen, da er keine Zeit für Blutfehden habe. In einem späteren Gespräch mit Vanessa erklärt er ihr allerdings, der Frieden müsse für eine kurze Zeit gebrochen werden und Chaos regieren, damit eine bessere neue Ordnung entstehen kann. Um den Prozess doch noch zu ihren Gunsten zu wenden, gibt Matt vor Gericht Hectors zweite Identität als White Tiger preis, sich bewusst, dass dessen Tage als maskierter Held nun gezählt seien. Nach Vernehmung weiterer Zeugen und Vorlage zahlreicher Polizeiberichte wird Hector von der Jury in sämtlichen Anklagepunkten für nicht schuldig befunden. Fisk zeigt sich zeitgleich verärgert über das Urteil und verlangt nach einem Gespräch mit BB Urich. Dieser gegenüber gibt er kurz darauf zu Protokoll, dass auch Gerichte und Jurys sich irren könnten und Maskierte keine Helden seien. Ebenfalls bestätigt er sein Versprechen, diese Art von Helden nicht dulden zu wollen. Parallel ist Hector trotzdem einmal mehr als White Tiger unterwegs, wird aber schließlich abgepasst und aus nächster Nähe mit einem Kopfschuss getötet. Der Mörder bleibt unerkannt, trägt jedoch auf einer Weste das Symbol des Punishers, einst Frank Castle. |                             |                        |                          |                                                |                                |                                    |
| 4 | Sic Semper Systema          | Sic Semper Systema     | 18. März 2025            | 19. März 2025                                  | Jeffrey Nachmanoff             | David Feige & Jesse Wigutow        |
| Bei der Gerichtsmedizin trifft Matt auf Hectors trauernde Nichte Angela Del Toro. Ihr gegenüber macht er verständlich, dass sie an jemanden glauben müsse, der für Gerechtigkeit sorgt. Später nimmt er auf Bitten von McDuffie einen Klienten an, der wegen Ladendiebstahl verhaftet wurde. Abends entlockt BB Fisk betrunkenem Mitarbeiter Daniel Blake Informationen über Fisks Vorgehensweise. Bei ihrer Paartherapie bringt Heather Fisk und Vanessa dazu, offen über deren Affäre mit einem anderen Mann namens Adam zu sprechen. Fisk gibt dabei zu, mit Adam ein klärendes Gespräch geführt zu haben, erklärt aber, er wüsste nicht, wo er sich nun befinden würde. In einem Gespräch unter vier Augen erkundigt sich Heather bei Vanessa, ob sie sich in Fisks Gegenwart sicher fühle. Vanessa wiederum versichert ihr, dass ihr Ehemann ihr kein Haar krümmen würde. Matts Mandant erweist sich durch ein beträchtliches Vorstrafenregister als schwierig, kann sich jedoch mit einer Anwältin darauf einigen, dass er nur zehn Tage in Haft sitzen muss. Derweil strebt Fisk eine komplette Renovierung von Red Hook an, wird aber durch seine politische Beraterin Sheila Rivera daran erinnert, dass er sich nicht einfach über die Bürokratie hinwegsetzen dürfe. Damit steht sie im Gegensatz zu Daniel. Durch Daniels Informationen präsentiert BB in ihrem Report Fisk als Gewerkschaftsfeind und macht dessen Planung einen Strich durch die Rechnung. Daniel gesteht wenig später dem sichtlich verärgerten Fisk seinen Fehler, wird jedoch nicht gefeuert, da sich Fisk von seiner Loyalität beeindruckt zeigt. Dennoch gibt er ihm zu verstehen, ein erneuter Fehler wäre das letzte, was er tut. Am Schauplatz von Hectors Ermordung findet Matt eine Patrone mit dem Logo des Punishers, woraufhin er Frank Castle aufsucht. Dieser lebt inzwischen zurückgezogen und erwidert, Matt würde in Wahrheit seine Hilfe nicht wollen, sondern nur seine Zustimmung einholen, um erneut aktiv zu werden. Zudem macht er Matt Vorwürfe, indem er Poindexter am Leben ließ. Kurz danach trennen sich die Wege der beiden und Matt trainiert später am Abend auf dem Dach erstmals wieder mit seiner Daredevil-Ausrüstung. Fisk hingegen stattet Adam einen Besuch ab, den er an einem unbekannten Ort gefangen hält. Unterdessen verschleppt der Street-Art-Künstler eine Person in seinen Unterschlupf im Untergrund und pumpt dieser bei lebendigem Leib Blut aus dem Körper. |                             |                        |                          |                                                |                                |                                    |
| 5 | Zinsen                      | With Interest          | 25. März 2025            | 26. März 2025                                  | Jeffrey Nachmanoff             | Grainne Godfree                    |
| Am St. Patrick’s Day will Matt bei der New York Mutual Bank einen Kredit für seine Anwaltskanzlei beantragen, der als Ersatz für den Manager fungierende Assistant Bank Manager Yusuf Khan teilt ihm jedoch mit, dass die Bank dem nicht zustimmen könnte. Kurz nachdem Matt die Bank verlassen hat, tritt eine maskierte Gruppe irischer Räuber auf den Plan und nimmt alle Anwesenden als Geiseln, darunter Yusuf. Der Anführer Devlin verlangt nach der Öffnung des Tresors, um den dort verwahrten Gegenstand zur Bezahlung von Luca zu nutzen, einem verschuldeten Gangster, der unter Vanessa arbeitet. Durch sein geschultes Gehör erfährt Matt vom Überfall und kehrt bereitwillig in die Bank zurück, wo er ebenfalls als Geisel genommen wird. Auch die Polizei trifft schließlich ein und versucht über Detective Angie Kim mit Devlin zu verhandeln. Yusuf erklärt sich parallel bereit, die Räuber zum Tresor zu führen und ihn zu öffnen, obwohl er den Code nicht kennt. Während Yusuf Zeit schindet, überwältigt Matt einen der anderen Räuber und findet kurz danach mit Yusuf den Gegenstand, einen Diamanten. Zurück in der Haupthalle übergibt Matt den Diamanten an Devlin, ehe die Polizei die Bank stürmt und die Räuber verhaftet. Im entstandenen Chaos entzieht sich Devlin verkleidet als Polizist der Verhaftung, Matt nimmt allerdings die Verfolgung auf und stellt ihn, bevor er entkommen kann. Später verspricht Matt Yusuf eines Tages, zum Abendessen zu erscheinen, auch damit er seine Tochter Kamala Khan kennen lernt. Nachdem Matt die Bank verlässt, findet Yusuf in einer Schüssel mit Süßigkeiten den Diamanten wieder. |                             |                        |                          |                                                |                                |                                    |
| 6 | Mit Gewalt                  | Excessive Force        | 25. März 2025            | 26. März 2025                                  | David Boyd                     | Thomas Wong                        |
| Fisk wird in seinem Büro unerwartet von Luca aufgesucht, der sich noch immer weigert seine Schulden bei einem anderen Gangster zu bezahlen. Jedoch erhöht Fisk die zu schuldende Summe und stellt ihm ein Ultimatum von einer Woche in Aussicht. Beim Versuch, eines der Graffiti zu entfernen, wird von der Müllentsorgungsbehörde zudem eine Leiche gefunden. Bei einer anschließenden Besprechung mit seinem Stab und dem Commissioner erfährt Fisk, dass der mysteriöse Künstler namens Muse die Graffiti durch menschliches Blut zeichnet und dadurch bereits für etwa 60 Todesfälle verantwortlich ist. Um den Todesfällen entgegenzuwirken und Muse aufzuhalten sowie insgeheim seine eigene Agenda durchzusetzen, begründet Fisk die Anti-Maskierten-Taskforce (AMTF, im Original AVTF). Diese wird mit besonderen Privilegien ausgestattet, etwa bezahlten Überstunden und der Entbindung von der Pflicht Bodycams zu tragen. In diese Taskforce beruft Fisk mehrheitlich fragwürdige Polizisten, etwa den von Matt verprügelten und korrupten Officer Powell sowie Sergeant Cole North, einen ehemaligen Detective, der einen Drogendealer tötete. Zwischenzeitlich wird Matt von Angela aufgesucht und erfährt von Hectors Untersuchung aktueller Vermisstenfälle in der Stadt. Das Nachverfolgen dieser Fälle lehnt Matt ab, weswegen Angela sich enttäuscht von ihm abwendet und auf eigene Faust ermittelt. Bei einer Spendengala wirbt Fisk bei der städtischen Elite für seine Renovierung von Red Hook, sieht sich jedoch mit verstärkter Ablehnung seitens der Eliten konfrontiert. Zudem wird er durch den wohlhabenden Jack Duquesne gewarnt, dass ein Anruf der Elite ausreichend wäre, um ihn zu Fall zu bringen. Matt unterdessen wird später von Soledad informiert, dass Angela nicht nach Hause zurückgekommen sei. Da Matt Schlimmes vermutet, geht er erstmals wieder als Daredevil Angelas Hinweisen nach und spürt Muse schließlich auf, als dieser gerade auch Angela Blut entnehmen lässt. Nach einem kurzen Kampf hängt Daredevil Muse mittels seiner Ausrüstung auf, ehe er Angela erfolgreich reanimiert. Als er sich wieder Muse zu wendet, ist dieser aber verschwunden. Fisk gibt währenddessen Adam mit einer Axt die Möglichkeit ihn zu überwältigen und zu fliehen, behält allerdings mühelos die Oberhand, verprügelt ihn erheblich und schleift ihn in seine Zelle zurück. |                             |                        |                          |                                                |                                |                                    |
| 7 | Kunst um der Kunst Willen   | Art for Art's Sake     | 1. Apr. 2025             | 2. Apr. 2025                                   | David Boyd                     | Jill Blankenship                   |
| Durch Daniel und Cashman wird Fisk vom Wiederauftauchen Daredevils in Kenntnis gesetzt, während Matt über Angela mehr über Muse herauszufinden versucht. Auch die Polizei durchkämmt zwischenzeitlich die Liste der Verdächtigen, die als Muse in Frage kämen, und ermittelt einen Namen: Bastian Cooper. Dieser sucht als Patient von Heather einmal mehr ihre Unterstützung, verhält sich jedoch zunehmend seltsam und bedrohlich. Nachdem er zu Protokoll gibt, sie habe ihn inspiriert und ermutigt sein wahres Gesicht zu zeigen, versucht sie zu fliehen, wird aber schnell überwältigt und an einen Stuhl gefesselt. Als Heather wieder zu Bewusstsein findet, tritt Bastian ihr im Kostüm von Muse gegenüber und bestätigt damit seine zweite Identität, ehe er auch ihr Blut entnimmt und zu einem Kunstwerk verwandeln will. Wenige Minuten später bricht Daredevil durchs Fenster und verwickelt Muse in einen kurzen Kampf, wobei Heather den Künstler schließlich erschießt. Fisks Taskforce stürmt zeitgleich das Haus, findet in der Wohnung jedoch nur den toten Muse vor. Fisk erkennt dadurch eine Gelegenheit und präsentiert die Taskforce bei einer Pressekonferenz als Helden, die Muse erfolgreich zur Strecke gebracht hätten. BB jedoch erwähnt in ihrem Report die mögliche Anwesenheit von Daredevil und wird von Daniel vor eine Wahl gestellt, die entweder gute oder schlechte Konsequenzen haben würde. Abends lockt Vanessa Luca in eine Falle, indem sie ihm den Aufenthaltsort ihres Mannes verrät. Daraufhin begibt sich Luca in ein Restaurant mit der Absicht Fisk zu töten, dieser ist aber bereits im Bilde und lässt ihn von Cashman mittels Kopfschuss beseitigen. Anders als Luca angenommen hatte, sind Fisk und Vanessa immer noch eng miteinander verbunden. |                             |                        |                          |                                                |                                |                                    |
| 8 | Insel des Glücks            | Isle of Joy            | 8. Apr. 2025             | 9. Apr. 2025                                   | Justin Benson & Aaron Moorhead | Jesse Wigutow & Dario Scardapane   |
| Auf Fisks Anordnung hin wird Poindexter aus der Schutzhaft entlassen und in eine Zelle mit weiteren Gefangenen gesteckt, was Matt mit Sorge betrachtet. Dadurch wird auch Matts bürgerliches Leben zunehmend negativ beeinflusst und McDuffie, Cherry sowie Heather glauben, ihn nicht mehr wiederzuerkennen. Derweil besucht Fisk erneut Adam, nun in Begleitung von Vanessa und verdeutlicht einmal mehr, was er für sie empfindet. Als Vanessa die Möglichkeit hat ihn freizulassen, entscheidet sie sich jedoch dagegen und erschießt Adam. Beim Besuch von Josie's inzwischen geschlossener Bar erkennt Matt schließlich, dass Foggy etwas zu feiern hatte und schlussfolgert, dass mehr dahintersteckt. Später sucht der inhaftierte Poindexter auf Ryker's Island das Gespräch mit Matt und behauptet, sein Leben wäre in Gefahr. Als Matt ihn darauf anspricht, ob er von Fisk als Auftragsmörder angeheuert wurde, hält sich Poindexter bedeckt. Zwischenzeitlich wird Daniel von Fisk befördert und soll dadurch näher mit dem Stadtrat zusammenarbeiten. Am Abend laden Fisk und Vanessa zu einer weiteren Gala für das Red Hook Projekt. Dabei warnt Fisk Duquesne und eröffnet ihm, dass er von dessen zweiter Identität als Swordsman weiß, obgleich Duquesne die Behauptung zurückweist. Der Commissioner muss wiederum feststellen, dass er keine Autorität über die Taskforce besitzt und diese freie Hand in ihren skrupellosen Methoden hat, da sie sich nur vor Fisk verantwortlich zeigen müssen. In einer ruhigen Minute verständigen sich der Commissioner und BB, die dabei enthüllt, dass sie von Fisk als Hauptverdächtigen im Mordfall ihres Onkels weiß. Ihre bisherigen Aktivitäten waren ihr zufolge gezielter Natur, um Fisks Arbeit zu erschweren. Schließlich erreicht auch Matt die Gala und kommt durch das Belauschen einer Unterhaltung von Fisk und Vanessa zur Erkenntnis, dass Vanessa offenbar den Auftragsmord an Foggy durch Poindexter befohlen hatte. Poindexter entkommt in der Zwischenzeit aus der Haft und versucht auf der Gala Fisk zu erschießen, Matt wirft sich allerdings vor den Bürgermeister und fängt die Kugel mit seinem eigenen Körper ab. |                             |                        |                          |                                                |                                |                                    |
| 9 | Ab in die Hölle             | Straight to Hell       | 15. Apr. 2025            | 16. Apr. 2025                                  | Justin Benson & Aaron Moorhead | Heather Bellson & Dario Scardapane |
| In einer Rückblende besucht Vanessa Poindexter im Gefängnis und bewegt ihn dazu seine Freilassung zu unterschreiben, wobei sie ihm aufträgt sowohl Foggy als auch dessen Mandanten zu ermorden. Nach dem versuchten Attentat durch Poindexter erholt sich Matt im Krankenhaus, muss jedoch fliehen, als der Strom ausfällt und Buck im Auftrag Fisks versucht sein Ableben zu beschleunigen. Mit der gekappten Stromversorgung sieht New York City dem Chaos entgegen, während Fisk seine Vormachtstellung sichert. Durch Sheila lässt er alle Mitarbeiter, die nicht loyal zu ihm stehen, feuern. In seiner Wohnung findet Matt unerwartet Frank vor, der durch einen Anruf überredet wurde ihm zu helfen. Trotz Verletzungen schreitet Matt kurz danach einmal mehr als Daredevil zur Tat und wehrt sich mit Frank gegen die angreifenden Mitglieder der Taskforce. Dabei stellt sich letztlich heraus, dass North Hector ermordet hatte. Frank verlangt erfolglos von Matt North zu töten, jedoch tötet sich North selbst, als er die Wohnung in die Luft sprengt. Matt und Frank können sich rechtzeitig mit einem Sprung nach draußen in Sicherheit bringen, wo sie von der wiedergekehrten Karen empfangen werden und in Franks Versteck flüchten. Wie sich herausstellt war Karen diejenige, die Frank umgestimmt hatte. Matt und Karen kommen allmählich dahinter, weshalb Foggy in Vanessas Augen sterben musste, da Red Hook eine Freihandelszone ist, dadurch von Steuerpflichten ausgenommen und somit prädestiniert für Schmuggelware und Geldwäsche war. Frank hingegen verfolgt die Spuren der Taskforce per Funk und greift eine Gruppe der korrupten Polizisten an, ist diesen allerdings unterlegen und wird verhaftet. Unterdessen richtet Fisk den Commissioner mit bloßen Händen vor den Augen mehrerer Polizisten hin und setzt kurze Zeit später eine neue Initiative um, die jegliche Aktivitäten als Maskierter als illegal deklariert, eine Ausgangssperre beinhaltet sowie das Verhängen des Ausnahmezustands vorsieht. Heather wird zudem mit einem neuen Posten begünstigt, Daniel wiederum bringt den Stadtrat allmählich unter Kontrolle. Matt und Karen müssen zwischenzeitlich erkennen, dass Fisk dank seiner Taskforce für den Moment überlegen ist, und fassen den Entschluss, eine eigene Armee aufzubauen. Kurze Zeit später tritt Matt daher in Josie's Bar als Daredevil vor die ersten versammelten Verbündeten, darunter Karen, Josie und Cherry als auch Detective Kim und einzelne andere Polizisten. Derweil zelebrieren Fisk und Vanessa in Red Hook ihren Erfolg sowie ihre nun unangefochtene Machtposition, während sich Frank, Duquesne und weitere Gegner Fisks in Gefangenschaft wiederfinden. In einer Mid-Credit-Szene beginnt Frank seine Flucht umzusetzen. |                             |                        |                          |                                                |                                |                                    |

## Rezeption

### Abrufzahlen
In den ersten fünf Tagen verzeichnete Daredevil: Born Again 7,5 Millionen Zuschauer und damit das beste Streaming-Debüt des bisherigen Jahres 2025 auf Disney+; dennoch schnitt die Serie im Vergleich mit den Produktionen Agatha All Along (2024), Loki (2021–2023) und Percy Jackson: Die Serie (seit 2023) schlechter ab. Disney+ selbst ließ verlauten, die Serie sei in der Woche zum 11. März 2025 der populärste Titel in den USA. Whip Media zufolge war Born Again die drittmeiste gestreamte Serie in der Woche zum 9. März 2025.
Reelgood ermittelte die Serie im Zeitraum des 5. bis zum 12. März 2025 unter den zehn am meisten gestreamten Serien, JustWatch ermittelte im Zeitraum des 3. bis zum 15. März 2025 ein ähnliches Ergebnis. Das Marktforschungsunternehmen Parrot Analytics berichtete, dass Born Again mit seiner Premiere eine hohe Nachfrage in Kanada erfuhr und bei den Streaming-Originals den zweiten Platz hinter Invincible (seit 2021) belegte.

### Kritiken
Bei Rotten Tomatoes erreichte Daredevil: Born Again basierend auf 221 erfassten Kritiken 87 % Zustimmung, mit einer durchschnittlichen Bewertung von 7,9 von 10 möglichen Punkten. Im Vergleich mit Marvel’s Daredevil platzierte sich die Serie hinter der ersten sowie der dritten Staffel, jedoch vor der zweiten Staffel. Bei Metacritic erhielt die Serie bei 30 gelisteten Kritiken einen Metascore von 69 von 100 möglichen Punkten.
Cristina Escobar von RogerEbert.com zeigte sich hinsichtlich der Serie als Gerichtsdrama zufrieden und schätzte den Einsatz von mehreren Schurken, woraus eine weniger vorhersehbare Staffel resultiere; jedoch bemängelte sie das Pacing innerhalb der ersten Staffel und zeigte sich enttäuscht von der Schreibe der Figur Heather Glenn. Aramide Tinubu bezeichnet die Serie in ihrer Staffel-Kritik für Variety.com als atemberaubendes Beispiel in der Sache einen bekannten Helden erneut zu beleuchten, während er neue Ansätze entdeckt; zudem stellte sie Cox und D’Onofrio in ihren Rollen sowie Ayelet Zurer als Vanessa Marianna-Fisk positiv heraus. Auch Angie Han lobte in ihrer Kritik für den Hollywood Reporter die Leistungen von Cox und D’Onofrio sowie den Gebrauch von MCU-Figuren. Ähnlich positiv eingestellt lobte Amon Warmann in seinem Fazit für Empire die beiden Hauptdarsteller und hielt fest, dass die Serie Vieles aus der Netflix-Ära behalte, aber genug Neues hinzufüge, um die Dinge interessant zu gestalten, dazu benannte er den Fokus auf die Bevölkerung New York Citys als Highlight.
Ein kritischeres Urteil fällt Bradley Russell von Total Film, für den Scardapanes hinzugefügte Inhalte nicht genug waren, um sich wieder in die Richtung von Marvel’s Daredevil zu bewegen, ebenso kritisierte er die Unterbrechungen in der Handlung durch den BB Report sowie den Gebrauch des Schurken Muse. Noch kritischer und enttäuschter äußerte sich Alan Sepinwall von Rolling Stone, der die Staffel als „Frankenstein Monster“ und viele der neuen Figuren als dünn geschrieben betitelte; dennoch lobte auch er die Leistungen von Cox und D’Onofrio sowie von Jon Bernthal als Frank Castle. Mehrheitlich kritisch rezipiert wurde der Einsatz von CGI und visuellen Effekten in Actionsequenzen wie in der ersten Episode, wodurch die Serie an ihrem ursprünglich etablierten Realismus verliere.
Von TheWrap.com stützte sich Bob Strauss auf politische Aspekte von Daredevil: Born Again und zog mehrere Parallelen zum gegenwärtigen Geschehen in den USA, so nannte er Wilson Fisk eine „große Donald Trump Analogie“, ordnete die Segmente des BB Report in eine ähnliche Richtung der MAGA-Phrase ein und sah das seltene Auftreten von Vanessa Marianna-Fisk in der Öffentlichkeit mit ihrem Ehemann als Parallele zu Melania Trump an.

### Auszeichnungen
Critics’ Choice Super Awards 2025
- Nominierung für den Besten Schauspieler in einer Superhelden-, einer Miniserie oder einem Fernsehfilm (Charlie Cox)
- Nominierung für den Besten Bösewicht in einer Superhelden-, einer Miniserie oder einem Fernsehfilm (Vincent D’Onofrio)

Golden Trailer Awards 2025
- Auszeichnung in der Kategorie Best Digital | Action (Seeing Red)

## Zukunft
Im Februar 2025 erklärte Winderbaum, man würde mit Jon Bernthal an einem Fernseh-Special über den Punisher arbeiten. Das Drehbuch stammt von Bernthal und Reinaldo Marcus Green, wobei zweiter ebenfalls die Regie übernimmt. Die Dreharbeiten begannen Mitte Juli 2025 ebenfalls in New York City unter dem Arbeitstitel Jolly Roger, Veröffentlichung soll 2026 neben der zweiten Staffel erfolgen.
Zuvor noch erklärte Winderbaum, die Serie könnte auch über die zwei Staffeln hinausgehen und weitere Elemente aus den Netflix-Marvel-Serien wie Elektra Natchios und die eigentlich zerschlagene Organisation Die Hand, sowie die übrigen Defenders zurückbringen.